# Fernand Wambst
Pour les articles homonymes, voir Wambst.
Fernand Wambst, né le 26 décembre 1912 à Colombes (Hauts-de-Seine) et mort le 9 septembre 1969 à Blois (Loir-et-Cher), est un coureur cycliste français, spécialiste de l'américaine et des Six-Jours.
Fernand Wambst est issu d'une famille de cyclistes : ses frères Auguste, Charles et surtout Georges sont tous devenus coureurs.

## Biographie
Fernand Wambst vient au monde, le 26 décembre 1912, à Colombes, dans l'immeuble habité par François Faber, il est  le cinquième enfant d'une famille qui compte déjà trois garçons et une fille. Le père meurt alors que Fernand a quatorze mois. Fernand a tout juste douze ans et demi quand il entre dans une usine d'automobiles, à Asnières.
Georges, son aîné de dix ans, étant devenu rapidement un coureur cycliste réputé, il est tout naturel que Fernand, imitant l'exemple de ses autres frères, devienne également un fanatique du vélo. Pourtant, il veut, par curiosité, goûter aussi à d'autres sports : il fait de la natation au club des « Sauveteurs de la Basse-Seine » à Asnières, et de la boxe dans un gymnase local. Finalement, il se consacre exclusivement au cyclisme et, fait ses premières armes dans le Premier Pas Dunlop. Il est huitième de l'éliminatoire et ne va pas plus loin. Puis il entre au Gros-Caillou Sportif et gagne plusieurs interclubs, dont un prix d'ouverture en 1929. Son frère Georges, qui est en pleine gloire et a beaucoup d'affection pour son benjamin, lui conseille de s'orienter vers la piste, les profits sont alors plus sûrs et plus immédiats. Il se distingue dans la course de la Médaille en novembre 1930.
En février 1931, Fernand Wambst s'engage dans une américaine d'indépendants du samedi ; il a pour coéquipier Emile Diot, Puis Fernand s’associe, en octobre, avec le jeune Belge Achille Samyn, et pendant deux saisons, l'équipe Fernand Wambst-Samyn est considérée comme la meilleure de toutes les associations d'indépendants de la région parisienne, non seulement au Vel' d'Hiv', mais aussi à Buffalo, à la « Municipale » et à Saint-Denis.
Fernand passe professionnel en octobre 1932 et un très bel avenir semble l'attendre. Hélas ! un jour qu'il court en province, au vélodrome d'Alès, il contracte une grave pleurésie. Sa vie est un moment en danger, mais grâce au dévouement de ses frères, il peut aller passer plusieurs mois dans une maison de santé de Saint-Paul-de-Vence, puis dans une station de sports d'hiver du Jura, où il achève de se rétablir. On le croit définitivement perdu pour le vélo. Pourtant, Fernand Wambst ne se laisse pas abattre. Doucement, prudemment, il commence à s'entrainer au cours de l'été 1934,.
Au Vel' d'Hiv', durant la saison 1934-1935, il réussit, grâce à son frère Georges qui ne cesse de lui remonter le moral, à obtenir quelques contrats ; hélas ! il est absolument désastreux, et sa confiance commence à l'abandonner. Pourtant, il s'accroche encore, mène une existence rigoureusement sérieuse, lui si joyeux et si turbulent jadis, et il constate avec enthousiasme que la forme revient petit à petit. Pendant l'été 1935, il court en province et, pour s'endurcir, n'hésite pas à disputer, à ses frais, quelques petits circuits routiers. Et quand l'hiver 1935-36 est revenu, Fernand Wambst peut se présenter à la direction du Vel' d'Hiv. Il marche bien, puisque dans les grandes américaines — presque toutes gagnées par des étrangers — il est deux fois deuxième avec Samyn,, une fois quatrième avec Jean Tonnelier, une fois cinquième avec Octave Dayen, et est classé en définitive comme le meilleur pistard français, en américaine, de la saison 1936-37,,.
Wambst est engagé dans les Six Jours de Paris 1937, avec Onésime Boucheron comme associé. L'équipe fait merveille et le dernier jour, au moment où la bataille décisive s'engage, elle tient la deuxième place du classement général. Quatre heures avant la fin, en plein sprint, sa pédale gauche se casse net et l'axe devenu tranchant comme un rasoir vient s'enfoncer profondément dans sa cheville. Le malchanceux Fernand s'écroule sur la piste dès qu'il veut mettre pied  à terre, et il doit être transporté à l'hôpital,. Il a un tendon sectionné et, pendant un mois et demi il doit demeurer au lit,. Trois mois ensuite, on le voit trainer avec des béquilles,.
Après être resté six mois sans faire de vélo, il recommence à s'entraîner. Pendant l'hiver 1937-1938, on le revoit deux ou trois fois au Vel' d'Hiv', mais il est encore bien maladroit,. Il réussit tout de même à décrocher un contrat pour l'Amérique et va courir là-bas cinq Six Jours avec l'équipe dirigé par Werner Miethe,,,. Il gagne même à Indianapolis, en compagnie du canadien Lepage.
Fernand Wambst, plein d'espoir, revient en avril à Paris pour apprendre qu'il est suspendu pour trois mois et frappé d'une amende de 3.000 francs car il a pris part, ainsi que de nombreux autres coureurs d'ailleurs, à des Six Jours non autorisés,,. Il vient s'installer au camp du V. C. L., à la Celle-Saint-Cloud, et Paul Ruinart est émerveillé de découvrir en lui un « élève » on ne peut plus sérieux et réfléchi. Il s'essaye aussi au demi-fond. Il gagne le Prix Goullet-Fogler avec Émile Diot,,. Il est classé comme le meilleur pistard sur 5 américaines disputées à Paris dans la saison 1937-38 et meilleur « américain » français de la saison 1938-39.
En 1940, il part pour l'Argentine pour 6 semaines ; bloqué par les évenements, il y reste 6 ans. Il gagne les Six Jours de Buenos Aires en 1942 avec Antonio Bertola.
Après guerre, il court avec André Pousse, Paul Maye et Robert Chapatte.
Après sa carrière, il devient entraîneur de demi-fond et participe à des courses, comme le Critérium des As ou Bordeaux-Paris en tant que pilote de derny, notamment pour Rik Van Steenbergen,, Fausto Coppi,,, Émile Carrara,, Jean Robic, Hugo Koblet,, Ferdi Kübler,, Tom Simpson et Eddy Merckx. En 1951, il est le conseiller de l'équipe Godeau-Goussot et le directeur technique de l'équipe de France pour le Tour d'Argentine 1952,,.
Il meurt accidentellement, sur le vélodrome de Blois : Marcel Reverdy, pilote pour Jiri Daler, touche la balustrade et entraine dans sa chute Merckx et Wambst, qui décède sur le coup,.

## Palmarès
- 1933
  - 2e du Prix Hourlier-Comès
- 1936
  - 2e du Prix Goullet-Fogler avec Achille Samyn
  - 2e d'une américaine de 100 km au Vél d'Hiv' avec Achille Samyn
- 1938
  - Six Jours d'Indianapolis avec Henri Lepage
  - Prix Goullet-Fogler avec Émile Diot[27]
  - 3e du Prix du Salon avec Émile Diot
  - 2e du Prix Aerts-Sérès avec Antonin Magne[54]
- 1939
  - 2e des 100 milles au Vél' d'Hiv' avec Émile Diot[55],[56]
- 1940
  - Américaine internationale au Vél' d'Hiv' avec Émile Diot[57],[58]
  - Prix Dupré-Lapize avec Émile Diot[59]
  - Match omnium international avec Émile Diot[60]
  - Prix Broccardo-Guimbretière avec Émile Diot[61]
- 1942
  - Six Jours de Buenos Aires avec Antonio Bertola[62]